# Lidia Ravera
Lidia Ravera (Torí, 6 febrer 1951) és una escriptora i periodista italiana.

## Biografia
Després de finalitzar els estudis a Liceu clàssic Vincenzo Gioberti, li va arribar l'èxit el 1976 amb la novel·la " Porci con le ali ", escrita juntament amb Marco Lombardo Radice (ambdós amb els seus respectius pseudònims, Antonia i Rocco, és a dir, els mateixos noms que els protagonistes), de la qual van vendre dos milions i mig d'exemplars i el 1977 el director Paolo Pietrangeli va rodar el film homònim, que va provocar un gran escàndol.L'obra, ambientada a l'institut romà Terenzio Mamiani tracta de la història d'amor entre dos adolescents, a través de la qual els autors recreen, com en un fresc, la vida dels joves de la generació post 1968.
Ravera va continuar escrivint (Le seduzioni dell'inverno va ser finalista del Premi Strega 2008 i Piangi pure, que va ser la guanyadora absoluta del Premi Nacional Literari Pisa 2013, secció de ficció). La seva última novel·la, ha sigut publicada el 2025 amb el títol: Volia ser un home. La Ravera admet que tota la vida havia sentit que els membres de seva la família deien coses com ara: tot són dones en aquesta casa, almenys tu podries haver nascut nen  i també, com escriu al llibre: " Tan bon punt vaig néixer ja havia decebut la meva mare: no era un masclet ben eixerit...
Ravera, ha escrit més de 30 novel·les, contes i teatre. Ha col·laborat en nombrosos guions per al cinema i sèries de RAI i escriu per a les publicacions Il fatto quotidiano i Donna Moderna.
Tot i que es proclama atea, es defineix com una persona immersa en el desencís, que sovint pensa en la mort en aquest temps de conflicte al món. Des del 2013 al 2018 va ser regidora de cultura i polítiques de joventut a la regió del Laci, sota la presidència de Nicola Zingaretti

### Entrevistes
- La vida que m'agradaria. [Una comparació de l'experiència, la política, el país que era i el que podria ser] , amb Nichi Vendola, Roma, Audino, 2012. ISBN 978-88-7527-218-0 .

#### Guions
- Matant el temps, dirigida per Mimmo Rafele (1979)
- Mascle, femella, flor, fruit, dirigida per Ruggero Miti (1979)
- Objectes perduts, dirigida per Giuseppe Bertolucci (1980)
- Casa Cecilia, dirigida per Vittorio De Sisti (1982) [minisèrie de televisió]
- Adam i Eva, la primera història d'amor, dirigida per Enzo Doria i Luigi Russo (1983)
- Casa Cecilia 2 (Un any després), dirigida per Vittorio De Sisti (1983) [minisèrie de televisió]
- 32 de desembre, dirigida per Luciano De Crescenzo (1988)
- Pathos - Secret Inquiet, dirigida per Piccio Raffanini (1988)
- Mamba, dirigida per Mario Orfini (1988)
- Dues dones, dirigida per Dino Risi (1989) [minisèrie de televisió]
- Amor en curs, dirigida per Giuseppe Bertolucci (1989)
- Quatre dones petites, dirigida per Gianfranco Albano (1990) [minisèrie de televisió]
- Dels Apenins als Andes, dirigida per Pino Passalacqua (1990) [minisèrie de televisió]
- Una vida en joc, dirigida per Franco Giraldi (1991) [minisèrie de televisió]
- Una vida en joc 2, dirigida per Giuseppe Bertolucci (1992) [minisèrie de televisió]
- El jove Mussolini, dirigida per Gianluigi Calderone (1993) [minisèrie de televisió]
- Dos vegades vint anys, dirigida per Livia Giampalmo (1994) [pel·lícula per a televisió]
- Dues mares per a Rocco, dirigida per Andrea i Antonio Frazzi (1994) [pel·lícula per a televisió]
- Mamma per caso, dirigida per Sergio Martino (1997) [minisèrie de televisió]
- Un home negre per a la casa, dirigida per Gigi Proietti (1998) [pel·lícula per a televisió]
- El dolç so de la vida, dirigida per Giuseppe Bertolucci (1999)
- Una vida fina, dirigida per Gianfranco Albano (2003) [pel·lícula per a televisió]
- Rosafuria, dirigida per Gianfranco Albano (2003) [pel·lícula per a televisió]
- Ningú al seu lloc, dirigida per Gianfranco Albano (2003) [pel·lícula per a televisió]
- El secret d'Arianna, dirigida per Gianni Lepre (2007) [minisèrie de televisió]
- Les seduccions, dirigida per Vito Zagarrio (2021)

#### Programes de televisió
- Finalment divendres (1989-1990) (autor)

## Premis i reconeixements
- 1990 - Ciak d'oro (nominació al millor guió amb Giuseppe Bertolucci)
- 2013 - Premio Nazionale Letterario Pisa[12]
- 2013 - Premio Stresa di narrativa[13]
- 2008 - Finalista Premio Strega[14]
- 2013-  Premio Asti D'Apello[15]